# Randy VanWarmer
Randy VanWarmer, iblant skrivet Vanwarmer eller Van Warmer, född Randall Edwin Van Wormer 30 mars 1955, död 12 januari 2004, var en amerikansk sångare, låtskrivare och gitarrist. Hans största framgång var hitlåten "Just When I Needed You Most". Han skrev låtar för bland andra bandet Alabama, The Oak Ridge Boys, Charley Pride, Kenny Rogers och Dolly Parton. VanWarmer avled i leukemi, och efter önskan kremerades han efter döden, och kvarlevorna sköts 2007 ut i rymden.

## Diskografi

### Studioalbum
- Warmer (1979)
- Terraform (1980)
- Beat of Love (1981)
- The Things That You Dream (1983)
- I Am (1988)
- Every Now and Then (1990)
- The Third Child (1994)
- The Vital Spark (1994))
- Sun, Moon and Stars (1996)
- Sings Stephen Foster (2005)
- Songwriter (2006)
- Songwriter Vol. 2 (2007)

### Singlar
| Årtal | Singel                                            | Listplacering | Listplacering | Listplacering           | Listplacering | Listplacering              | Listplacering  |
| Årtal | Singel                                            | USA           | USA, Country  | USA, Adult Contemporary | Kanada        | Kanada, Adult Contemporary | Storbritannien |
| ----- | ------------------------------------------------- | ------------- | ------------- | ----------------------- | ------------- | -------------------------- | -------------- |
| 1979  | "Gotta Get Out of Here"                           | —             | —             | —                       | —             | —                          | —              |
| 1979  | "Just When I Needed You Most"                     | 4             | 71            | 1                       | 32            | 5                          | 2              |
| 1980  | "Call Me"                                         | —             | —             | —                       | —             | —                          | —              |
| 1980  | "Whatever You Decide"                             | 77            | —             | —                       | —             | —                          | —              |
| 1980  | "Hanging On to Heaven"                            | —             | —             | —                       | —             | —                          | —              |
| 1981  | "Doesn't Matter Anymore"                          | —             | —             | —                       | —             | —                          | —              |
| 1981  | "All We Have Is Tonight"                          | —             | —             | —                       | —             | —                          | —              |
| 1981  | "Suzi Found a Weapon"                             | 55            | —             | —                       | —             | —                          | —              |
| 1988  | "I Will Hold You"                                 | —             | 53            | —                       | —             | —                          | —              |
| 1988  | "Where the Rocky Mountains Touch the Morning Sun" | —             | 72            | —                       | —             | —                          | —              |

### Fotnoter
1. ↑  L.A. Times: Obituaries – Randy VanWarmer, 48; Singer, Country Songwriter
2. 1 2 3 4  Celestis, Memorial Spacefilghts: Randy VavWarmer